# Olimpia Torres Piña
Olimpia Torres Piña (Vilassar de Mar o Barcelona, 3 o 4 d'abril de 1911 - Montevideo, 11 de maig de 2007) va ser una pintora, dibuixant i muralista uruguaiana d'origen català.

## Biografia
Filla de Joaquín Torres García i Manolita Piña, va néixer a Vilassar de Mar. En la seva infància va viatjar al costat de la seva família per diferents països i continents. Als nou anys es va traslladar a Nova York on va romandre dos anys per després tornar a Europa, exactament a Itàlia. Com a integrant d'una família d'artistes, des de menuda es va sentir motivada pel dibuix i les arts plàstiques. Als quinze anys va començar els seus estudis de dibuix a París al costat del seu germà Augusto, on van conèixer al pintor Jean Hélion. Ja en 1929 Olimpia i Augusto van començar els seus estudis en l'Acadèmia de Amédée Ozenfant i aquell mateix any els tres germans van presentar una exposició a les Galeries Dalmau de Barcelona, organitzada pel seu pare. Joaquim Torres Garcia va organitzar al 1930 una segona exposició dels seus fills, Les enfants du peintre J. Torres García, a la Galeria 23 de París.
Després d'Itàlia la família es va traslladar a Espanya, on Torres va conèixer a Eduardo Díaz Yepes, escultor d'origen espanyol amb qui es casaria. A l'any següent tots es van traslladar a Montevideo on van viure diversos anys. Durant la Guerra Civil Espanyola Yepes es va allistar en l'Exèrcit Republicà. El 27 de juny de 1938 va néixer el seu fill Demian. Aquell mateix any Yepes va ser detingut i empresonat durant catorze mesos. En 1942 va ser alliberat i es va traslladar a Catalunya amb Torres i el seu fill. El 5 de març de 1943, a Terrassa va néixer Eva Díaz Torres, la seva segona filla. Aquells anys Olimpia va treballar a les Ediciones del Zodíaco, per a la qual va il·lustrar novel·les i llibres infantils com Tartarín de Tarascón, Novelas cortas de Gagol o La novela de un parque Zoológico.
Després de viure a Terrassa i a Sarrià, on van compartir la llar amb Pedro Tort, en 1946 van obtenir una beca del govern francès per estudiar a París. Les coses no van funcionar com esperaven en aquesta ciutat i a causa de problemes econòmics van tornar a Montevideo, on es van establir definitivament en 1948. A finalitats d'aquest any Torres va exhibir per primera vegada la seva obra, al costat del seu espòs Eduardo, en l'Ateneu de Montevideo.
Durant 1948 també va realitzar altres treballs, des de dissenyar escenografies fins a il·lustrar contes, i va passar per la Comèdia Nacional i l'Auditori Nacional del Sodre. A l'any següent va realitzar la seva segona exposició al costat d'Eduardo, en Punta del Este. Aquest mateix any realitza un mural en mosaic venecià situat en el cementiri de la Teja, en el mausoleu de la família Massera.
El 9 de juliol de 1950 va néixer el seu tercer fill, l'escultor Leonardo Díaz Torres.
El matrimoni va realitzar la seva tercera exposició en conjunt en 1958. En Amics de l'Art van exhibir Dibuixos i Escultures, i poc després en aquest mateix lloc van exposar Platos pintados. En 1970 s'inaugura el mural Energia, situat en el hall del Palacio de la Luz, que va requerir quatre anys de creació. Entre 1971 i 1985, per problemes polítics i socials, Olimpia va abandonar la pintura per atendre qüestions més urgents de la seva família.
En 1985, al costat dels seus germans i la seva mare, va fundar la Fundació Torres García, que va derivar en la creació del Museu Torres García, al que va presidir des de 1994 (seguint el llegat de la seva mare) fins a la seva defunció.
Va destacar també com a il·lustradora, escenògrafa i vestuarista. Va conèixer a importants personalitats del cercle artístic de la seva època, com Rafael Barradas, Mondrian, Paul Klee, Picasso, entre d'altres. Di Maggio la defineix com una persona de "temperament enèrgic i desafiador, intel·ligent observadora de la realitat immediata."
En 2002 el museu Torres García va exhibir Olimpia per Olimpia, una exposició d'allò més representativa de la seva obra.